# Janko Nilović
Janko Nilović (ur. 20 maja 1941) - pianista, aranżer i kompozytor czarnogórsko-greckiego pochodzenia, urodzony w Turcji i żyjący we Francji od 1960.   Jest autorem wielu dzieł, z których większość nie jest dostępna w powszechnym obiegu. Jego styl muzyczny rozciąga się od muzyki klasycznej, jazz i funk, po pop i muzykę psychodeliczną.

## Biografia
Urodzony w Stambule jako syn Czarnogórca i Greczynki. Jako dziecko uczył się gry na fortepianie, oboju i instrumentach perkusyjnych. Założył swój własny zespół pod koniec lat 50. Przeprowadził się do Paryża w 1960, gdzie początkowo grał na fortepianie w klubach nocnych. Dołączył do tria greckich muzyków Les Doussis, w którym grał na basie, gitarze oraz klawiszach. Grupa nagrywała dla wytwórni Barclay Records. Nilović zaczął zajmować się aranżem dla muzyki popowej i programów telewizyjnych, nadal grając w klubach jazzowych.
W 1967, wspólnie z francuskim wokalistą Davy Jonesem założył wytwórnię Ju Ju Records, pisząc i produkując single śpiewaka. Jego aranżacje spotkały się z zainteresowaniem André Farry, założyciela wytwórni Éditions Montparnasse 2000 (MP 2000), który zatrudnił go jako producenta nagrań.
Opuścił MP 2000 pod koniec lat 70. i założył własne wydawnictwo muzyczne i skupił się na komponowaniu. Jego reputacja i wpływ rosły, a jego muzyka była samplowana przez wielu hip-hopowych muzyków i producentów. Dr. Dre użył sampli z "Underground Session" Nilovića w swoim "Loose Cannons" na albumie Compton.  Producent No I.D. wykorzystał sample z "In the Space", w utworze Jay-Z "D.O.A. (Death of Auto-Tune)", na albumie The Blueprint 3.

## Dyskografia
- 1968 Maya Casabianca (Festival 66)
- 1968 Hommage a Monsieur Charlie Chaplin (Trema)
- 1968 Janko Nilović & Herve Roy (Telemusic)
- 1968 Janko Nilović, Raymond Guiot & Hervé Roy (Telemusic)
- 1969 Psyc Impressions (MP 2000)
- 1969 International Circus Band - Rande Parade de Cirque (Neuilly)
- 1969 Los Patos - Voodoo Ju Ju Obsession (Festival)
- 1971 Vocal Impressions (MP 2000)
- 1971 Janko Nilović & Pascal Auriat - Power (Briand)
- 1972 Pop Impressions (MP 2000)
- 1973 Supra Pop Impressions (MP 2000)
- 1973 Jazz Impressions 1 (MP 2000)
- 1973 Jazz Impressions 2 (MP 2000)
- 1974 Chorus (MP 2000)
- 1974 Rythmes Contemporains (MP 2000)
- 1974 Jouets Musicaux (MP 2000)
- 1974 Classical Phases (MP 2000)
- 1975 Soul Impressions (MP 2000)
- 1975 Percussions Dans L'espace (MSP 2000)
- 1975 Funky Tramway (Vogue)
- 1976 Un Couple Dans La Ville (MSP 2000)
- 1976 Super America (MSP 2000)
- 1976 Pop Shopin (MSP 2000)
- 1976 Star Cat Local Band directed by Janko Nilović (Cat Music)
- 1977 Concerto Pour Un Fou  (MP 2000)
- 1977 L'ensemble de Trombones de Paris performs Suite Balkanique & Double Concerto by Janko Nilović (Crystal)
- 1978 Un Homme Dans L'Univers (MP 2000)
- 1979 Histoires Sans Paroles (MP 2000)
- 1979 Un Piano Dans L'Ouest (MP 2000)
- 1979 Balkan Impressions (Selection)
- 1986 Musique Pour Films Muets (Crea Sound)
- 1990 Néobaroque Luxuriant  (FEF)
- 1990 Amoureux De Paris (1990)
- 1991 Extra Strong (FEF)
- 2016 Supra Hip Hop Impressions (Broc)
- 2020 Maze of sounds (jako Janko Nilovic & The Soul Surfers) (Broc)